# Jean Shrimptonová
Jean Shrimpton (* 7. listopadu 1942) je anglická modelka. Svou kariéru zahájila ve svých sedmnácti letech, v roce 1960, a postupně se objevovala na titulních stranách časopisů jako Vogue, Harper's Bazaar a Vanity Fair. Později o ní média psala jako o „nejplacenější modelce světa“ či „nejslavnější modelce“. V roce 1963 byla časopisem Glamour označena za modelku roku. Počínaje rokem 1960 spolupracovala s fotografem Davidem Baileyem, s nímž zároveň po dobu čtyř let chodila. Později měla rovněž vztah s hercem Terencem Stampem a roku 1979 se provdala za fotografa Michaela Coxe.